# Усть-Койва
Усть-Койва — посёлок в Горнозаводском районе Пермского края России.

## Географическое положение
Усть-Койва расположена в труднодоступной горно-таёжной местности Среднего Урала, в устье реки Койвы (приток Чусовой), что делает это место пересечением популярных туристических маршрутов. Посёлок находится на востоке Пермского края, в малонаселённой местности, к юго-западу от районного центра — города Горнозаводска. Добраться до посёлка можно только на личном автотранспорте.

## Усть-Койвинская пристань
При впадении реки Койвы в Чусовую, у деревни Усть-Койвы, находящейся в 12 верстах от Кусье-Александровского Завода, была расположена пристань, с которой дозагружались барки продукцией Кусье-Александровского завода.

## Население
| 2010 |
| ---- |
| 18   |

## Топографические карты
- Лист карты O-40-69 Кусье-александровский. Масштаб: 1 : 100 000. Состояние местности на 1980 год. Издание 1987 г.